# Miaové
Miao (čínsky: znaky 苗, pinyin Miáo; vietnamsky Mèo nebo H'Mông; thajsky: แม้ว (Maew) or ม้ง (Mong); barmsky mun lu-myo) je národ, žijící v hornatých oblastech Číny, Vietnamu, Laosu, Barmy a Tchaj-wanu. Tento národ mluví jazyky z rodiny Hmong-mien (苗瑶语系). Jedná se o jednu z pětapadesáti etnických menšin Číny, které jsou uznávány vládou. Slovo Miao je čínského původu a dříve bylo používáno ve smyslu „barbarský“ k označení nehanských národů. Oficiálním názvem pro skupinu menšin se stalo v roce 1949. Dnes Miao označuje čtyři skupiny etnik, které si jsou podobné jen vzdáleně.
Jedná se o národy:
1. Hmu ze severovýchodní provincie Guizhou (贵州)
2. Qo Xiong ze západního Hunanu (湖南)
3. A-Hmao z Yunnanu (云南)
4. Hmong/mong z provincií Guizhou, Sichuan (四川), Guangxi (广西) a Yunnan[1].

Zástupců národu Miao je v Číně přibližně 9 milionů, z toho je zhruba jedna třetina tvořena etnikem Hmong. Kvůli velké převaze se proto národnosti Miao někdy nesprávně říká Hmong/Mong. Přes 4 miliony Miao žije v provincii Guizhou, proto se často označuje za jejich domovinu. V Čínské lidové republice jsou oficiálně uznanou národnostní menšinou, s právy zaručenými ústavou a zákony.

## Rozdělení Miao
Samotní Miaové se do podskupin rozdělují na základě různých kritérií. Číňané je však tradičně dělí podle barvy, která převažuje na ženském oblečení, a to na:
1. Červení Miao (Red Miao) neboli Qo Xiong
2. Černí Miao (Black Miao) čili Hmu
3. Miao s velkými květinovými vzory (Big Flowery Miao) neboli A-Hmao

Národy Hmong se dle barev oblečení dále dělí na tři podskupiny:
1. Bílí Miao (White Miao) neboli Mong
2. Zelení Miao (Green Miao)
3. Miao s malými květinovými vzory (Small Flowery Miao)[2]

V určitých aspektech jako například jazyk nebo kultura jsou národy Miao podobné národům skupiny Yao (瑶族). Nejblíže jsou si etnika Hmong (Miao) a Iu Mien (Yao).
Zvyky a historií jsou všechny čtyři podskupiny Miao odlišné a mluví jazyky, které jsou vzájemně nesrozumitelné. Jedinou podskupinou, která emigrovala z Číny je etnikum Hmong. Po tom, co se v Laosu chopili moci komunisté, emigrovala velká část skupiny Hmong na západ (například do Spojených států, Francie nebo Austrálie).

## Obživa
Hlavním zdrojem obživy je pro tyto národy zemědělství. V minulosti provozovali přesunové zemědělství. Jakmile byla půda vyčerpána, celá vesnice se přesunula na jiné místo. Tímto způsobem pěstovali například rýži, kukuřici nebo mák setý. Mák byl pěstován kvůli opiu, které bylo prodáváno za stříbro. To bylo použito před svatbou jako věno ze strany ženicha. V dnešní době je přesunové zemědělství na ústupu. V Thajsku se například národ Hmong přeorientoval na klasický způsob zemědělství a pěstují převážně ovoce, zeleninu, obilí a květiny.

## Zvyky a tradice
Mezi tradice patří například antifonální zpěv (střídají se dva sbory zpěváků) nebo přehazování míče mezi chlapci a dívkami z různých vesnic na Nový rok. Miao mají také jedinečné tradice, které se týkají manželství. Mladí chlapci a dívky si jako důkaz lásky vyměňují rýžové koláče nebo kachničky mandarinské (鸳鸯 – Yuānyāng). Jakmile se pár rozhodne, že se chce vzít, začnou společně jíst právě rýžové koláče (粘糕 – niángāo). Během svatby se sejde rodina a přátelé ze strany nevěsty a v domě novomanželů se koná třídenní hostina. Jedí se lepkavé rýžové koláče ozdobené draky (龙 – Lóng) a fénixy (凤凰 – Fènghuáng). Novomanželé pijí z 角杯 (Jiǎo bēi), což je pohár vyrobený z rohu. Propletou ruce a každý se napije ze svého poháru. Během dnů svatby mají novomanželé zakázáno spát v jedné posteli. Dokonce další tři roky po svatbě spolu nežijí. Teprve po třech letech, až je nevěsta těhotná, se mohou sestěhovat.
Miao jsou velmi pohostinný národ. Když přijde návštěva, zabijí slepici, aby měli pro hosty pohoštění. Těm, kteří přijdou z velké dálky Miao nabídnou Alkohol z rohu (Horn spirit), což je speciální alkoholický nápoj pro hosty. Při návštěvě jejich domácnosti je třeba si dávat pozor na přejídání, protože se považuje za velkou urážku hostitele. Miao mají také zvláštní způsob stolování. Nazývá se hostina u dlouhého stolu (long-table banquet) a jedná se o významnou hostinu, které se účastní stovky lidí sedící u jednoho stolu. Typickým nápojem je 油茶 (Yóuchá) neboli olejový čaj. V oleji se orestují čajové lístky a rýže, které jsou poté vyvařeny se zázvorem nebo ženšenem.

### Festivaly

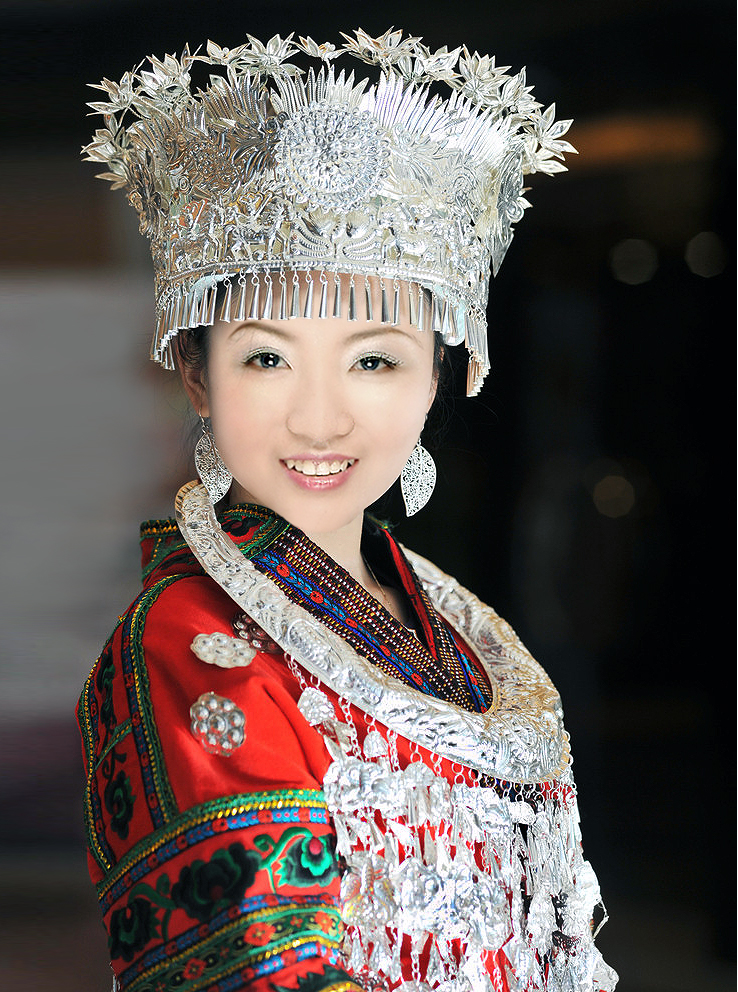
Tradiční kroj Miao

Miao mají i vlastní tradiční festivaly a svátky. Nejvýznamnějším z nich je festival Lusheng (芦笙). Slaví se během února a na začátku března v provinciích Guizhou, Yunnan a Sichuan. Nejznámější a nejdůležitější oslavy probíhají ve městě Kaili (凯里) (Guizhou). Jedná se o oslavu úrody, zdraví a lásky. Miaové zpívají písně, pořádají býčí zápasy (斗牛 – Dòuniú), koňské dostihy a hrají na tradiční hudební nástroj, lusheng, podle kterého je samotný festival pojmenovaný. Dívky si oblečou své nejlepší kroje a klobouky zdobené stříbrem a tancují v kruzích. Lusheng je dechový nástroj vyrobený z bambusu a je dlouhý mezi třiceti centimetry a třemi metry. Tento nástroj se dnes již nepoužívá pouze při tradičních festivalech, ale stal se univerzálním hudebním nástrojem.
Dalším významným svátkem je 姐妹饭节 (Jiěmèifàn Jié), Svátek Sestry. Jedná se o dubnovou oslavu lásky a jara a ve své podstatě je podobný Valentýnu. Během oslav se připravuje čtyřbarevná rýže – modrá, růžová, žlutá a bílá. Tyto barvy symbolizují jaro, léto podzim a zimu (v tomto pořadí). Rýže je barvena přírodně pomocí horských květin. I během Svátku Sestry si dívky oblékají tradiční kroje, klobouky, náhrdelníky a koruny ozdobené stříbrem. Miao totiž věří, že stříbro je symbolem světla a zahání zlé duchy. Festival je oslavován podobně jako Lusheng, tedy zpěvem, tancem, hrou na lusheng nebo býčími zápasy. Po skončení oslav dívky zabalí čtyřbarevnou rýži do látky a do rýže vloží symbolický předmět. Tento dárek poté předají svým ctitelům. Pokud muž v rýži najde koriandr, znamená to, že se za něj chce žena provdat a bavlna značí, že jí muž chybí. Pokud je však v rýži pepř nebo česnek, nechce už mít s dotyčným žádný kontakt .

## Politická organizace
Z historického hlediska neměly národy Miao komplexní politickou organizaci. Nejdůležitějším členem vesnice byl její vůdce. Dnes je s národy Miao v Číně nakládáno jako s ostatními menšinami – žijí v samosprávných celcích, okresech nebo prefekturách, které jsou do určité míry autonomní. V Číně se nachází šest autonomních prefektur a třiadvacet okresů, ve kterých Miao žijí.

## Náboženské vyznání
Co se vyznání týče, Miao uctívají předky a věří v množství různých duchů. Mají šamany, kteří vymítají zlé duchy nebo uzdravují duše nemocných. Rozšířené jsou také zvířecí oběti. Určitá část vzdělaných Miao jsou však ateisté a národy A-Hmao v Číně a Hmong v jihovýchodní Asii často vyznávají křesťanství.

## Rodinný život
Mladí Miaové si mohou sami vybírat své partnery a sex před svatbou je tolerován (v Číně je však režim o něco přísnější kvůli kontrole reprodukce). Polygamie je tradiční způsob soužití, ale v dnešní době se tolik neprovozuje. V domácnosti většinou žije několik generací společně se syny a jejich rodinami. Nejmladší syn zůstává u rodičů a zdědí dům, zatímco se jeho starší bratři odstěhují a založí vlastní domácnost.